# Förlåt! Nej, jag menar aj!
Förlåt! Nej, jag menar aj! av Regina Lund, är en samling i urval av hennes dikter och låttexter, 180 stycken, publicerad av Koala press 2005.
Innehållet är väldigt lätt formaterat, som låttexter brukar vara, se till exempel utdrag från Ingen människa är illegal:
Jag är tre jag är fyra
jag är ett tusen år
jag är ung jag är gammal
jag är oläkta sår
Dikterna/låttexterna är ungefär 1/2 till 4 sidor långa, med mest korta rader och en del upprepningar (igen som musik), i stor del talat (med viss talspråk – dom instället för de/dem), men så kommer ibland rim.